# Ascosparassis
Ascosparassis es un género de hongos en la familia Pyronemataceae.